# Legge indù
L'espressione legge indù o diritto indù nel suo uso corrente si riferisce al sistema di leggi personali (cioè, matrimonio, adozione, eredità) applicato agli induisti, specialmente in India.  La legge indù moderna fa quindi parte della legge dell'India stabilita dalla Costituzione dell'India (1950).
Anteriormente all'indipendenza indiana nel 1947, la legge indù formava parte del sistema giuridico coloniale britannico e fu formalmente stabilita come tale nel 1722 dal governatore generale Warren Hastings che dichiarò nel suo Piano per l'amministrazione della giustizia che "in tutte le cause riguardanti eredità, matrimonio, casta e altri usi o istituzioni religiosi, le leggi del Corano riguardo ai Maomettani e quelle degli Shastra riguardo agli Indù devono essere invariabilmente applicate". La sostanza della legge indù attuata dai Britannici era derivata dalle prime traduzioni dei testi sanscriti noti come Dharmaśāstra, i trattati (śāstra) sul dovere religioso e giuridico (dharma). I Britannici, tuttavia, scambiarono i Dharmaśāstra per codici legislativi e non si resero conto che questi testi sanscriti non erano utilizzati come enunciazioni di diritto positivo prima che essi scegliessero di farlo. Piuttosto, i Dharmaśāstra contengono ciò che potrebbe chiamarsi una giurisprudenza, cioè una riflessione teorica sul diritto pratico, non un'enunciazione del diritto della terra in quanto tale. Un altro senso della legge indù, allora, è il sistema giuridico descritto e immaginato nei testi dei Dharmaśāstra.
Un'ultima definizione della legge indù, o legge indù classica, unisce l'ambito della pratica legale alla tradizione scolastica dei Dharmaśāstra, definendo la legge indù come un'etichetta applicabile a una miriade di sistemi giuridici localizzati dell'India classica e medievale che furono influenzati dalla e a loro volta influenzarono la tradizione dei Dharmaśāstra. Tali leggi locali non si conformarono mai completamente agli ideali dei Dharmaśāstra, ma sia le norme sostanziali che procedurali della tradizione ebbero realmente un impatto sulla legge pratica, sebbene in misura largamente indiretta. Vale la pena di enfatizzare che il sanscrito non contiene una parola che corrisponda precisamente al concetto di "legge" o "religione" e che, pertanto, l'etichetta di "legge indù" è in realtà una convenzione moderna usata per descrivere questa tradizione.
Questo articolo passerà brevemente in rassegna la tradizione della legge indù dai suoi fondamenti concettuali e pratici nell'India primordiale (legge indù classica), attraverso le appropriazioni coloniali dei Dharmaśāstra (legge anglo-indù) fino all'istituzione del moderno sistema giuridico personale (legge indù moderna).

## Ildharmae la legge
Il dharma e la legge non sono precisamente la stessa cosa. Il dharma si riferisce a una più ampia gamma di attività umane rispetto alla legge in senso abituale e include purificazioni rituali, regimi di igiene personale e regole di vestiario, oltre a procedure di tribunale, diritto contrattuale, eredità e altri temi più familiarmente "giuridici". Sotto questo aspetto, la legge indù rivela affinità più strette con altri sistemi giuridici religiosi, come la legge ebraica. Il dharma concerne sia doveri religiosi che giuridici e i tentativi di separare questi due aspetti all'interno della tradizione indù sono stati ampiamente criticati. Secondo Rocher, i Britannici attuarono una distinzione tra le norme religiose e giuridiche trovate nei Dharmaśāstra e separarono in tal modo il dharma nelle categorie della legge e della religione per gli scopi dell'amministrazione coloniale. Tuttavia, alcuni studiosi hanno sostenuto che le distinzioni di legge e religione, o qualcosa di simile, sono fatte negli stessi testi giuridici indù.

## Le fonti deldharma
Ci sono solitamente tre fonti principali del dharma nei testi dei Dharmaśāstra:
1. śruti, si traduce letteralmente come "ciò che si ode", ma si riferisce ai Veda o alla letteratura vedica che sono gli inni liturgici e di lode della più antica tradizione indù
2. smŗti, letteralmente "ciò che si ricorda", ma si riferisce ai testi di Dharmaśāstra nonché ad altri testi sanscriti come i Purāņas e i poemi epici (Mahābhārata e Rāmāyaņa)
3. ācāra, letteralmente "pratica", ma si riferisce alle norme e agli standard stabiliti da persone colte che conoscono e vivono secondo le prime due fonti del dharma.

In due importanti testi, vale a dire le Leggi di Manu [Manu Smriti] (2.6) e le Leggi di Yājñavalkya [Yajnavalkya Smriti] (1.7) è data anche un'altra fonte del dharma, ātmatuṣṭi, letteralmente "ciò che è piacevole in sé stesso", ma i testi e i commentari posteriori restringono fortemente questa fonte del dharma.
Effettivamente, le tre fonti ideali del dharma si riducono a due - i testi e le norme praticate dalle persone che conoscono i testi. È quest'ultima categoria che diede alla legge indù una enorme flessibilità per adattarsi ai diversi contesti temporali e geografici.

## Concetti giuridici importanti neiDharmaśāstra
I Dharmaśāstra svilupparono un esteso repertorio di concetti giuridici indicati da termini sanscriti, molti dei quali furono adattati da discorsi teologici, filosofici e politici più antichi. Sebbene i Dharmaśāstra stessi fossero raramente citati direttamente nei contenziosi o in altre pratiche giuridiche, molti di questi concetti compaiono in documenti giuridici dell'Asia meridionale e dell'Asia sud-orientale quali atti, concessioni e ordini preservati in iscrizioni o altre registrazioni, compresi quelli non composti in sanscrito (Lubin, di prossima pubblicazione). Esempi importanti comprendono:
- vyavahāra - nei Dharmaśāstra, vyavahāra si riferisce a questioni giudicabili dinanzi a un tribunale formale del re o costituito dal re. Il vyavahara ha due sezioni principali - la procedura legale (vyavahāra-mātŗkā) e i tradizionali diciotto Titoli della legge indù (vyavahāra-pada).

- adhikāra - autorità pratica, autorizzazione, capacità giuridica, possesso di diritti, responsabilità[9]

- pramāṇa - fonte di autorità epistemica (pramāṇatva, prāmāṇya)[9]

- ṛṇa - debito

- svatva - proprietà

- daṇḍa - minaccia di pena

- prāyaścitta - pena, espiazione.[10]

## Legge indù classica
Ci sono poche evidenze della pratica della legge in India anteriormente al diciottesimo secolo circa. In alcune regioni, quali il Maharashtra, fu forgiato una specie di sistema giuridico indù e islamico ibrido sotto i re Maratha. In altri luoghi, come l'India meridionale, i templi furono intimamente coinvolti nell'amministrazione della legge.
La legge durante il periodo classico era fortemente basata sugli insegnamenti dei Dharmaśāstra e sulle fonti eminenti del dharma imposte da coloro che erano eruditi sui Veda. Sebbene teologicamente la legge fosse derivata primariamente dalla conoscenza vedica, nella pratica effettiva, le norme comunitarie di particolari gruppi sociali determinavano le decisioni effettive. La legge era pertanto altamente decentrata e in modo alquanto particolare verso specifici gruppi.
Quel che è quasi completamente mancante per l'India classica e medievale sono le registrazioni dei tribunali. Al posto di tali registrazioni, devono essere usati altri tipi di evidenze della pratica legale per ricostruire in pratica il profilo della legge indù classica. Tali evidenze includono in misura notevole le numerose iscrizioni di questo periodo che registrano una varietà di transazioni giuridiche, donazioni, contratti, decreti, ecc. associati a governanti politici, templi, gruppi corporativi e altri. Molti aspetti della legge erano probabilmente sotto la giurisdizione delle caste o di altri gruppi corporativi come gilde mercantili, gruppi militari, commercianti e ordini religiosi.
A partire dall'ottavo secolo circa, le tradizioni giuridiche indù cominciarono ad essere importate in certe parti dell'Asia sud-orientale (Cambogia, Giava, Bali, Malaysia, Thailandia e Birmania) come parte di una più grande influenza culturale mediata dalle relazioni commerciali e diplomatiche. In ciascuna di queste regioni, la legge indù si fuse con norme e pratiche locali, dando origine a testi giuridici (Āgamas come i Kuṭāra-Mānawa a Giava e i Dhammasatta/Dhammathat della Birmania e della Thailandia influenzati dai Buddhisti) nonché a registrazioni giuridiche incorporate (come in India) in iscrizioni su pietra e piatti di rame.

## Legge anglo-indù

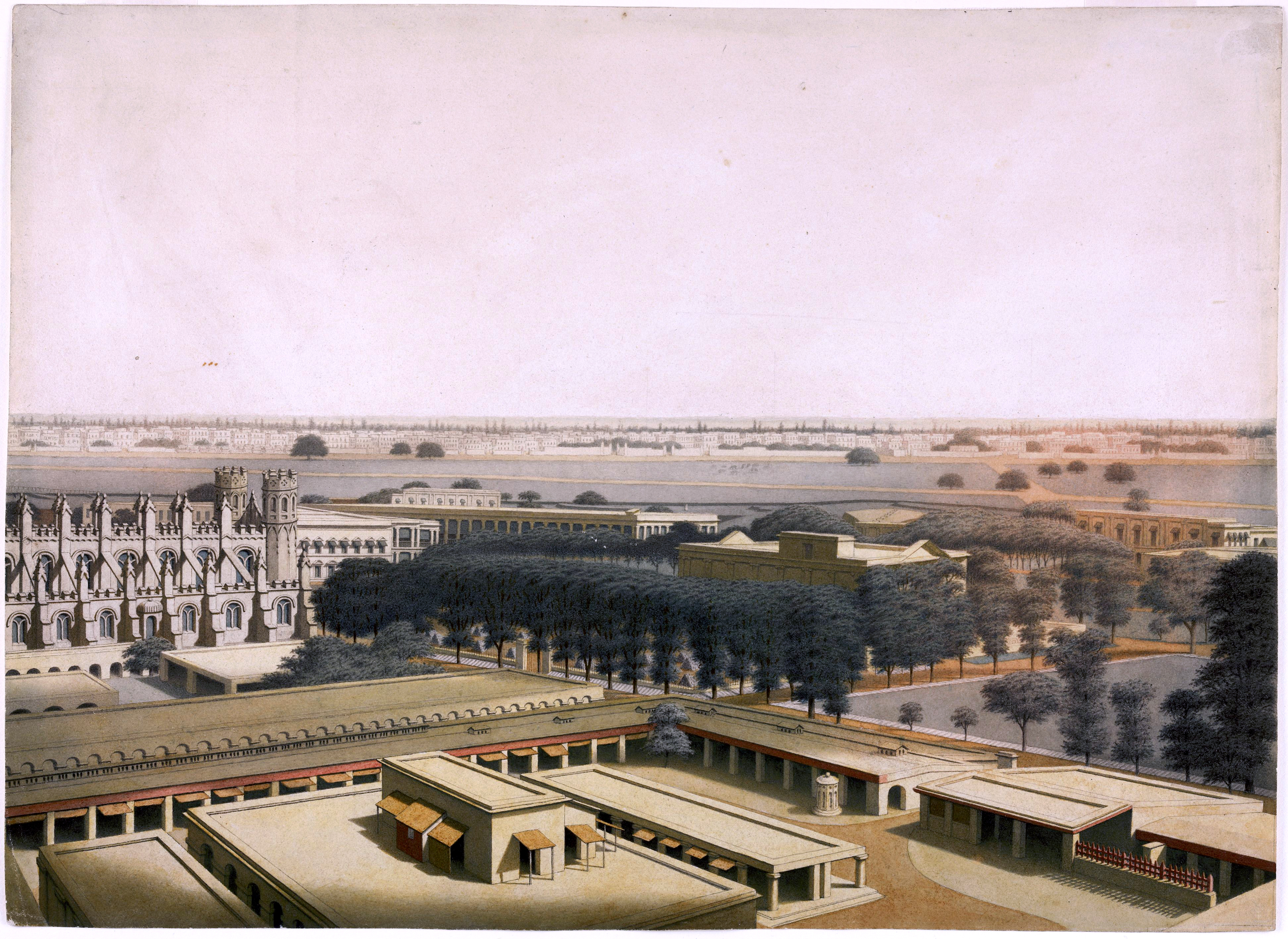
Fort William, Calcutta, dove Henry Thomas Colebrooke fu nominato professore di legge indù nel 1805

Il primo periodo della legge anglo-indù (1772–1864) è caratterizzato da tre caratteristiche principali: 1) la raccolta e la traduzione di importanti testi dei Dharmaśāstra da parte di studiosi-amministratori britannici (specialmente Jones, Henry Thomas Colebrooke, Sutherland e Borrodaile) al fine di "applicare" le regole di tali testi agli Indù, il che espanse ulteriormente il dominio politico dei Britannici; 2) l'uso di paṇḍit nei tribunali britannici per aiutare i giudici britannici nell'interpretazione della legge indù classica; e 3) la proliferazione del diritto giurisprudenziale (cioè basato sui precedenti) che ebbe alla fine come risultato la "ridondanza" dei paṇḍit dei tribunali.
Nel 1864, appena dopo che l'India era diventata formalmente parte dell'Impero britannico, la legge anglo-indù entrò in una seconda fase (1864–1947), nella quale i pandit dei tribunali furono allontanati a causa dell'estesa applicazione del diritto giurisprudenziale emersa durante la prima fase. Durante questo periodo furono approvati una serie di atti parlamentari per aggiustare certi aspetti della legge anglo-indù e per munirla di un fondamento legislativo. Con la scomparsa dei pandit dei tribunali, la crescita continua del diritto giurisprudenziale (su argomenti che coinvolgevano questioni della legge anglo-indù) e il nuovo fondamento legislativo, diminuì anche la rilevanza e l'interesse per i Dharmaśāstra come fonte del diritto quando il Parlamento codificò ciò che riteneva fosse la legge anglo-indù. Il divario tra il sistema giuridico idealizzato dei Dharmaśāstra e la diversità del diritto consuetudinario in tutta l'India britannica condusse alla fissazione di diritti consuetudinari regionali da parte dei funzionari britannici. Ciò fu fatto attraverso interviste, osservazioni e discussioni con i locali. Massicci volumi delle norme consuetudinarie che erano in teoria in vigore furono raccolti in tutta l'India britannica e divennero parte delle risorse consultive dei tribunali.
Uno degli aspetti più interessanti dello sviluppo della legge anglo-indù è la calorosa accoglienza che essa ricevette generalmente in India.  I Britannici ritenevano che uno dei loro più grandi doni per l'India fosse in effetti un più razionale sistema del diritto e sembra che molti Indiani fossero d'accordo, al punto che il sistema giuridico non fu generalmente tra i lasciti coloniali che il movimento nazionalista in India voleva eliminare o sovvertire.

## Legge indù moderna
Con l'indipendenza formale dell'India dalla Gran Bretagna nel 1947, la legge anglo-indù e l'altro principale sistema di legge personale del periodo coloniale, la cosiddetta legge anglo-maomettana (legge islamica), fu ricondotta sotto l'autorità costituzionale della nuova nazione. La nuova costituzione fu adottata ufficialmente dall'India nel 1950 ed aveva come preoccupazione primaria quella di garantire l'uguaglianza in campo sociale, politico ed economico. Sebbene si sia discusso sul fatto che la Costituzione indiana risentisse di una secolare inclinazione indù, ovvero di una forte impronta religiosa, un emendamento alla costituzione (42º Emendamento, 1976) inserì formalmente la parola secolare (ossia "laica") come caratteristica della repubblica indiana.
All'inizio degli anni 1950, scaturirono dibattiti polemici sul cosiddetto progetto di legge del Codice indù (Hindu Code Bill), che era stato proposto nel Parlamento indiano, come modo per aggiustare alcuni elementi ancora non chiari della legge anglo-indù. Anche se una piccola minoranza suggeriva una qualche specie di ritorno alla legge indù classica, il dibattito reale era su come appropriarsi della legge indù, ossia su come trasporne le norme e i principi nella legislazione nazionale indiana. Alla fine, nel 1955-56 fu approvata una serie di quattro importanti atti legislativi, che formano il primo punto di riferimento per la moderna legge indù: la Legge indù sul matrimonio (Hindu Marriage Act) (1955), la Legge indù sulla successione (Hindu Succession Act) (1956), la Legge indù sulla minorità e sulla tutela (Hindu Minority and Guardianship Act) (1956) e la Legge indù sulle adozioni e sul mantenimento (Hindu Adoptions and Maintenance Act) (1956). Le critiche ai provvedimenti sono basate sulla convinzione che le norme del progetto di legge Codice indù dovrebbero valere per tutti i cittadini indipendentemente dall'affiliazione religiosa. Sebbene queste iniziative legislative pretendessero di definire le parti ancora non chiare della legge anglo-indù, il diritto giurisprudenziale e la tradizione interpretativa dei giudici britannici e di quelli indiani alle dipendenze britanniche rimaneva e rimane cruciale per l'applicazione della legge indù moderna.
Non ci sono tribunali religiosi in India; piuttosto tutte le cause sono giudicate nell'ambito dei tribunali distrettuali statali, presieduti da funzionari statali. Nelle zone rurali è possibile che esistano ancora tribunali nei villaggi che giudicano i membri della comunità secondo il diritto consuetudinario e religioso; tuttavia questo diritto non è riconosciuto o applicato dallo Stato. I giudici dello Stato non hanno alcuna preparazione religiosa formale e pertanto a loro si chiede di applicare la legge indù in una versione abbreviata. È possibile che un giudice indù presieda nella causa di divorzio di una coppia musulmana, proprio come è possibile che un cristiano presieda nella causa di adozione di una famiglia indù. È qui che i tribunali fanno affidamento sugli avvocati per dibattere le leggi religiose e perorare a favore dei loro clienti.
Legge indù moderna stabilita dal sistema giudiziario. Tra gli aspetti più importanti del diritto indù scaturiti dalla giurisprudenza dei magistrati indiani, è da segnalare l'ammissibilità della divisione del patrimonio familiare indù fatta per via orale. La variazione dei registri catastali negli uffici governativi può essere fatta sulla base di tale divisione orale. (Fonte: Recent Civil Reports, anno 2007, volume n. 5, pagina n. 694 - Sentenza emessa dall'Alta Corte di Bombay - Sede di Aurangabad - Titolo della causa: Shekoji Bhimrao contro Motiram Maruti Maratha. - 2007[5] RCR[Civil] 694 [Bombay] [Sede di Aurangabad].)